# Fort Drum

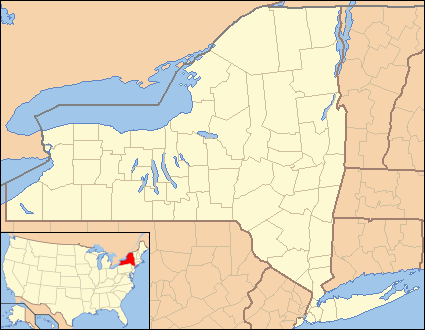
Lage von Fort Drum

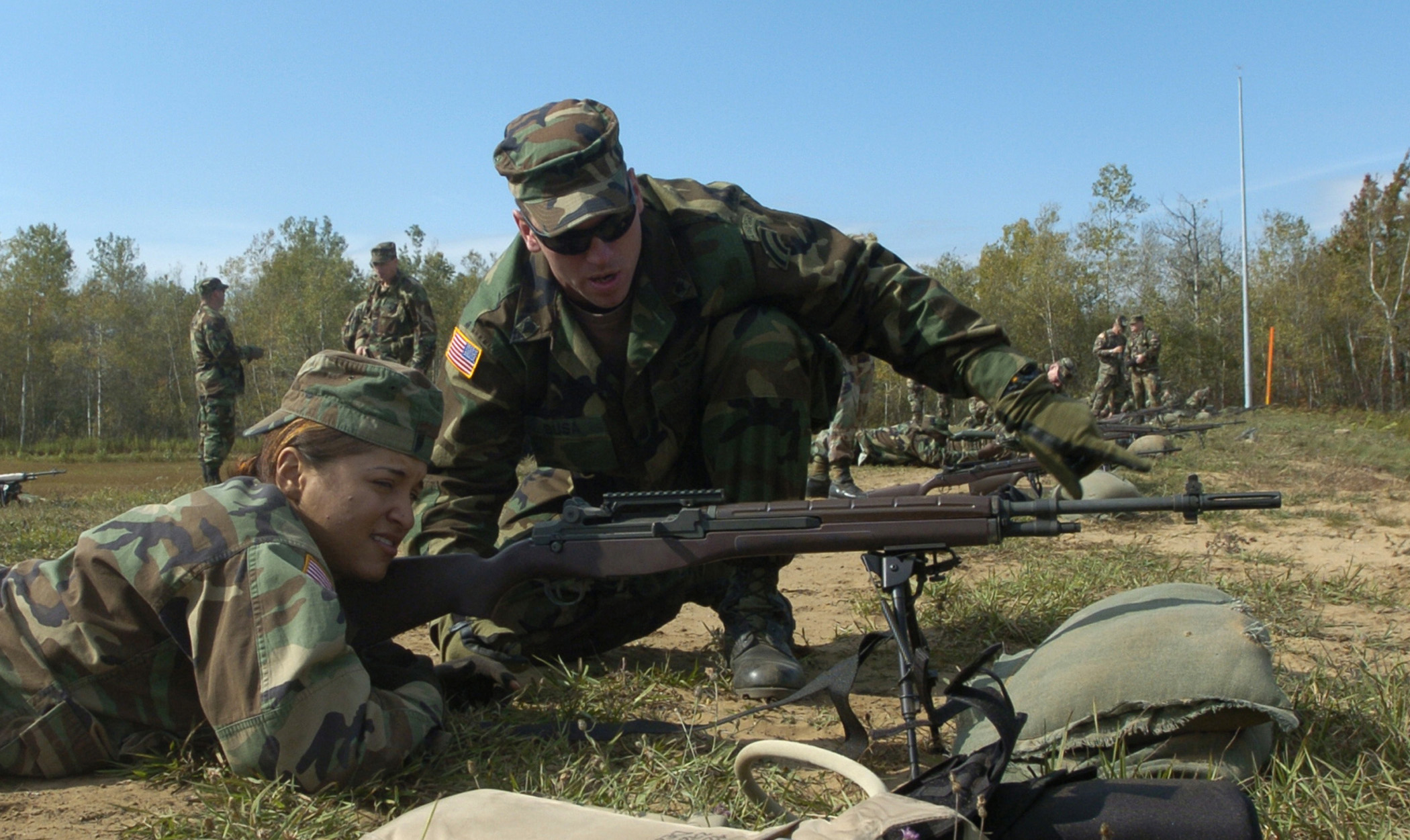
Soldaten der 42nd Infantry Division der Nationalgarde beim Scharfschützentraining

Fort Drum ist eine Militärbasis der US Army. Die Basis liegt im Norden des Bundesstaates New York östlich von Watertown im Jefferson County und erstreckt sich über eine Fläche von 434 km². Benannt ist der Stützpunkt nach Lieutenant General Hugh Aloysius Drum. Die Einheit besteht seit 1908. Bis 1974 hatte sie den Namen Pine Camp.
Die Basis ist nicht nur Heimat für einen Großteil der 10. US-Gebirgsdivision, des einzigen Großverbandes dieser Waffengattung der Army, sondern auch Ausbildungs-, Mobilisierungs- und Verwaltungszentrum für die US Army Reserve, die jährlich über 80.000 Reservisten dort trainiert. Gleichzeitig dient der Stützpunkt auch als Trainings- und Ausbildungszentrum für Einheiten der US-Nationalgarde.
Im Jahre 2008 waren knapp 19.000 Soldaten permanent in Fort Drum stationiert.

## Stationierte Einheiten
- 10. US-Gebirgsdivision
  - 1. Infantry Brigade Combat Team (IBCT) (Infanterie-Brigade)
  - 2. Infantry Brigade Combat Team (IBCT) (Infanterie-Brigade)
  - 3. Infantry Brigade Combat Team (IBCT) (Infanterie-Brigade)
  - 10. Combat Aviation Brigade (Heeresflieger), 10. Gebirgsdivision
- 10. Logistikbrigade

Bis Ende 2013 werden folgende Einheiten nach Fort Drum verlegt
- Kampfunterstützungsbrigade (Maneuver Enhancement Brigade) aus Hawaii (wird erst noch aufgestellt)

## Luftverlegungs- und Einschiffungssammelpunkte
- Wheeler-Sack Army Airfield
- Port of New York, New Jersey